# Манекен-челендж
Mannequin Challenge (з англ. - «Виклик наслідування манекену») - вірусне відео та флешмоб, що поширився в інтернеті в жовтні 2016 року. Група людей залишається нерухомою поки між ними переміщається оператор, який записує відео. Вперше був помічений в соціальній мережі Twitter 27 жовтня 2016 року і стало найпопулярнішим в Твіттері флешмобом 2016 року. Супроводжується рядом музичних композицій, зазвичай Black Beatles групи Rae Sremmurd і хештегом #MannequinChallenge. Відзначається схожість флешмобу з живими картинками, Bullet time, флешмобами Harlem Shake і Ice Bucket Challenge.

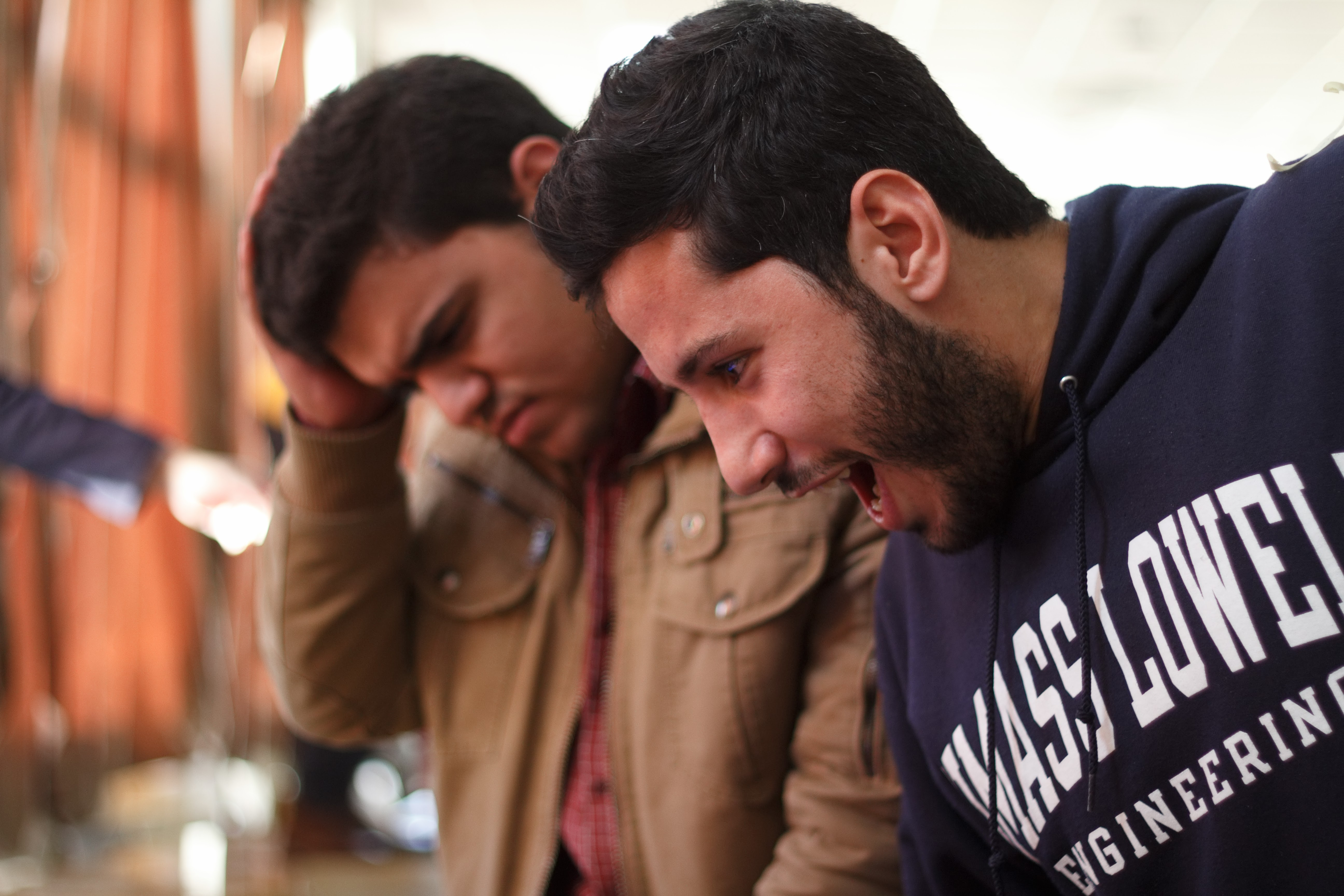
Два студенти роблять відео для Mannequin challenge.